# クラシアン
株式会社クラシアン（QRACIAN）は、神奈川県横浜市港北区新横浜に本社を置く水道（上水道・下水道）全般の工事・修理・リフォームを行う企業である。一般には水回りの緊急メンテナンス業者として知られている。

## 概要
水回りのトラブルがあったとき、CMなどで告知されている電話番号に電話すると、専用車が依頼主のもとに駆けつける。修理費はCMやウェブサイトにて公開されている。対応エリアは日本全国（一部の地域を除く）。
テレビCMの水まわり緊急駆け付けの修理業者というイメージが強いが、便器や浴槽・洗面台の交換など水道設備のリフォームや法人向けサービスも行っており、一般の水道業者のサービスを提供している。
社名の由来は「くらしに安心を提供できる企業」を略したものである。
社名の英語表記は「QRACIAN」であり、最初の文字は「C」でも「K」でもない。これは当時、先におさまりの良いロゴマークから考案し「C」や「K」から始まるロゴを作ってみたが、これといったデザインができなかったため、CとKを組み合わせてみたらどうか…と試してみたところ、「Q」にたどり着いたという。
2016年、創業25年の節目に毎年3月10日を「クラシアンの日」と制定。日付は「水（3）トラブル（10）」の語呂合わせ。

## 沿革
- 1991年6月21日 - 株式会社クラシアン創立
- 2008年7月 - 本社法人営業部発足
- 2016年 - オリックスグループが200億弱で買収
- 2019年12月 - プライベート・エクイティ・ファンドの株式会社日本企業成長投資が200億台で買収

## キャッチフレーズ
- 「くらし安心クラシアン」
- 電話番号告知のキャッチフレーズ
  - 「クラシアンです500-500」（0120-500-500）
  - 「24時間速く行く」（0120-24-8919、現在は0120-26-8919）

## CM

### 音楽
「水道トラブル5000円」のフレーズから始まる「クラシアン・プライスソング」が長年CMに使用されていたが、2010年代以降は「水のトラブル、クラシアン」のフレーズの「くらしあんしんクラシアン」に変更された。変更後も「クラシアン・プライスソング」の「くらし安心、クラシアン♪」は引き続き使用されている。また、「クラシアンです、500-500♪」のフレーズの「クラシアン・ダイヤルソング」も使用されていた。いずれも作曲は小林亜星。

### 出演タレント
- 布施博
- 森末慎二
- 長嶋一茂
- 大門嵩、西山愛実
- 磯村勇斗、麻生久美子

森末慎二を起用した理由について、クラシアンの広報は「一流の会社を目指そうという企業理念に、金メダリスト（一流）であり爽やかな笑顔が印象的な森末さんがピッタリ当てはまったから」と回答している。
2022年9月22日より、磯村勇斗、麻生久美子を起用。

## スポンサー番組
現在
- ザワつく!金曜日（テレビ朝日系）
- めざまし8（水曜日→月曜日）（フジテレビ系）
- ラヴィット!（火曜日）（TBS系）

過去の提供番組を含む
- 情報プレゼンター とくダネ!（フジテレビ系）
- 日経スペシャル カンブリア宮殿（テレビ東京系）
- スーパーモーニング（テレビ朝日系）
- 朝だ!生です旅サラダ（朝日放送テレビ・テレビ朝日系）
- 徹子の部屋（テレビ朝日系）
- 火曜サスペンス劇場（日本テレビ系）
- 森田一義アワー 笑っていいとも!（フジテレビ系）
- 愛の貧乏脱出大作戦（テレビ東京系）
- サンデージャポン（前半スポンサー）（TBSテレビ）
- 羽鳥慎一モーニングショー（テレビ朝日系）
- スッキリ (テレビ番組)（月曜日）（日本テレビ系）
- DayDay.（月曜日）（日本テレビ系）